# Dänische Monarchie
Die Monarchie des Königreichs Dänemark (dänisch Kongeriget Danmark) ist eine verfassungsmäßige Institution und ein historisches Amt des Königreichs Dänemark, das sowohl Dänemark selbst als auch die autonomen Gebiete der Färöer und Grönlands umfasst.

## Geschichte
Bereits im 8. Jahrhundert konsolidierte sich das Königtum in Dänemark, dessen Herrscher in fränkischen Quellen (und in einigen spätfriesischen Quellen) durchgehend als „Könige“ (reges) bezeichnet werden. Unter der Herrschaft von König Gudfred im Jahr 804 umfasste das Königreich möglicherweise bereits alle wichtigen Provinzen des mittelalterlichen Dänemarks. Die erste schriftliche Erwähnung des Königreiches Dänemark erfolgte im 10. Jahrhundert auf den Runensteinen von Jelling unter den Wikingerkönigen Gorm dem Alten und Harald Blauzahn. Ursprünglich eine Wahlmonarchie wurde sie durch das Königsgesetz von 1665 unter Friedrich III. erblich. Der Übergang zu einer konstitutionellen Monarchie erfolgte 1849 mit der Abfassung der ersten demokratischen Verfassung, dem Grundgesetz Dänemarks, das den Großteil der absolutistischen Verfassung von 1665 ersetzte. 
Das heutige Königshaus ist ein Zweig des herzoglichen Hauses Glücksburg, ursprünglich aus Schleswig-Holstein im heutigen Deutschland, wobei das Haus Glücksburg selbst eine Seitenlinie des Hauses Oldenburg ist, das seit 1448 die Könige von Dänemark stellte. Aus dem Haus Glücksburg stammen in direkter männlicher Linie auch die Könige von Norwegen und die ehemaligen Könige von Griechenland.
Die dänische Monarchie ist konstitutionell und als solche wird die Rolle des Monarchen durch die dänische Verfassung definiert und begrenzt. Gemäß der Verfassung liegt die ultimative Exekutivgewalt über die Regierung Dänemarks in der königlichen Reservemacht des Monarchen; in der Praxis werden diese Befugnisse nur gemäß den vom Parlament erlassenen Gesetzen oder im Rahmen der Konvention genutzt. Der Monarch ist in der Praxis auf überparteiliche Funktionen wie die Verleihung von Ehrungen und die formelle Ernennung des Ministerpräsidenten beschränkt. Der Monarch und seine unmittelbare Familie übernehmen offizielle, zeremonielle, diplomatische und repräsentative Aufgaben.
Im Rahmen ihrer Neujahrsansprache am 31. Dezember 2023 kündigte Königin Margrethe II. an, am 14. Januar 2024 zugunsten des Kronprinzen abzudanken. Da dänische Regentennamen traditionell seit 1513 abwechseln zwischen Frederik und Christian und Margrethe an die Stelle eines Christian getreten war, bestieg ihr Sohn dementsprechend an diesem Tag den Thron als König Frederik X.